# Zé Vitor (calciatore 2000)
Zé Vitor, pseudonimo di José Vitor Silva Neves (Goiânia, 2 maggio 2000), è un calciatore brasiliano, centrocampista del Maringá.

## Caratteristiche tecniche
Gioca come centrocampista centrale.

## Carriera
Zé Vitor è cresciuto nei settori giovanili di Atl. Goianiense, Iporá, Anapolina e Goiás. Nel 2020 si è trasferito in Portogallo dove ha giocato con il Fabril Barreiro e con la seconda squadra del Belenenses SAD.
Il 5 aprile 2021 è tornato in Brasile dove ha firmato con il Vila Nova. Il 25 maggio è stato prestato al Goiânia dove ha giocato in Série D ed il 12 settembre è passato per un mese all'ABD. Nel gennaio del 2022 è stato prestato al CEOV dove ha giocato il Campionato Mato-Grossense.
Successivamente ha firmato con il São-Carlense, club del Campeonato Paulista Segunda Divisão. Il 28 novembre dello stesso anno è andato in prestito all'Operário-PR dove ha tuttavia trovato poco spazio. Rientrato al São-Carlense ha giocato con regolarità nella terza divisione del campionato di San Paolo.
Il 30 novembre 2023 è stato prestato al Maringá, ma ad aprile 2024 il prestito è stato interrotto ed è passato con la stessa formula all'Athl. Paranaense. Il 14 aprile ha esordito in Série A nell'incontro vinto 4-0 contro il Cuiabá.

## Statistiche

### Presenze e reti nei club
Statistiche aggiornate al 20 giugno 2024.
| Stagione        | Squadra          | Campionato      | Campionato | Campionato | Coppe nazionali | Coppe nazionali | Coppe nazionali | Coppe continentali | Coppe continentali | Coppe continentali | Altre coppe | Altre coppe | Altre coppe | Totale | Totale | Totale |
| Stagione        | Squadra          | Comp            | Pres       | Reti       | Comp            | Pres            | Reti            | Comp               | Pres               | Reti               | Comp        | Pres        | Reti        | Pres   | Reti   |        |
| --------------- | ---------------- | --------------- | ---------- | ---------- | --------------- | --------------- | --------------- | ------------------ | ------------------ | ------------------ | ----------- | ----------- | ----------- | ------ | ------ | ------ |
| 2020-gen. 2021  | Belenenses SAD B | CdP             | 2          | 0          |                 | -               | -               |                    | -                  | -                  |             | -           | -           | 2      | 0      |        |
| 2021            | Goianésia        | PD/GO+D         | 0+4        | 0          | CB              | 0               | 0               |                    | -                  | -                  |             | -           | -           | 4      | 0      |        |
| 2021            | ABD              | TD/GO           | 4          | 0          |                 | -               | -               |                    | -                  | -                  |             | -           | -           | 4      | 0      |        |
| 2022            | CEOV             | PD/MT           | 9          | 3          | CB              | 1               | 0               |                    | -                  | -                  |             | -           | -           | 10     | 3      |        |
| 2022            | São-Carlense     | SD/SP           | 18         | 1          |                 | -               | -               |                    | -                  | -                  |             | -           | -           | 18     | 1      |        |
| 2023            | Operário-PR      | A1/PR           | 4          | 1          | CB              | 1               | 0               |                    | -                  | -                  |             | -           | -           | 5      | 1      |        |
| 2023            | São-Carlense     | SD/SP           | 23         | 6          |                 | -               | -               |                    | -                  | -                  |             | -           | -           | 23     | 6      |        |
| 2024            | Maringá          | A1/PR           | 16         | 1          | CB              | 2               | 0               |                    | -                  | -                  |             | -           | -           | 18     | 1      |        |
| 2024            | Athl. Paranaense | A1/PR+A         | 0+5        | 0          | CB              | 0               | 0               |                    | -                  | -                  |             | -           | -           | 5      | 0      |        |
| Totale carriera | Totale carriera  | Totale carriera | 85         | 12         |                 | 4               | 0               |                    | -                  | -                  |             | -           | -           | 89     | 12     |        |